# 九十九川 (埼玉県)
九十九川（つくもがわ）は、埼玉県東松山市を流れる荒川水系の一級河川。

## 概要
東松山市岩殿付近の高坂丘陵（岩殿丘陵）を水源とする、流路延長6.0キロメートル（内、埼玉県管理区間5.6キロメートル）の河川である。高坂台地を南東から次第に東へ向きを変えて流れながら東武東上線や国道407号をくぐり、東松山市正代付近で越辺川に合流する。
以前は越辺川に自然合流していたが、合流点で水位の上がった越辺川の逆流によって水害が頻発していたことから2011年（平成23年）に九十九川水門が完成した。その周囲では都幾川遊水地（仮称）の造成が計画されている。流域は都幾川と越辺川にはさまれた場所に位置し、主に水田などの農地だが周辺は高坂駅に近いことから宅地化が進んでいる。

## 支流
- 望月川[6]
- 柳沢川 - 準用河川
- 毛塚川 - 準用河川[7]

## 橋梁
上流より記載
- 宗門橋 - 岩殿観音参道[8][9][6]
- 小井戸橋[3] - 一級河川起点
- 岩殿橋

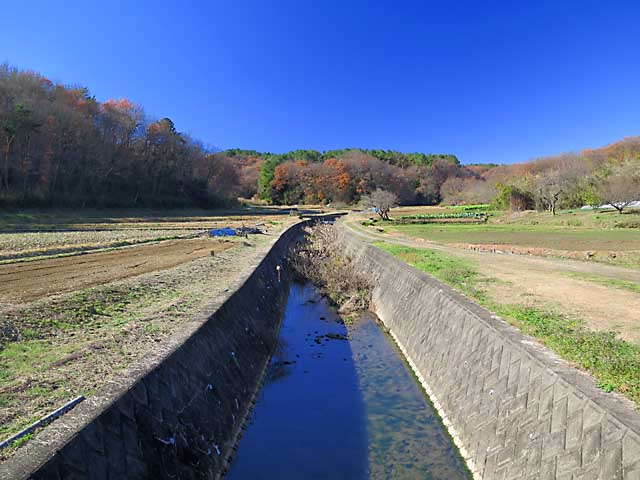
源流域

- 中里橋（埼玉県道212号岩殿観音南戸守線）
- 平塚橋[3]
- 岩殿水管橋[10] - 水道橋
- 望月橋
- 地蔵橋（高坂並木通り）[3]
- 九十九橋
- 関越自動車道側道
- 九十九川橋（関越自動車道）[6]
- 関越自動車道側道
- 谷川大橋[11][6]
- とろ橋[7]
- 笊坂大橋[3]
- 毛塚水管橋 - 水道橋
- しみず橋[12][13]
- いた橋[12][14]
- 九十九川橋梁（東武東上本線）[15]

- 名称不明

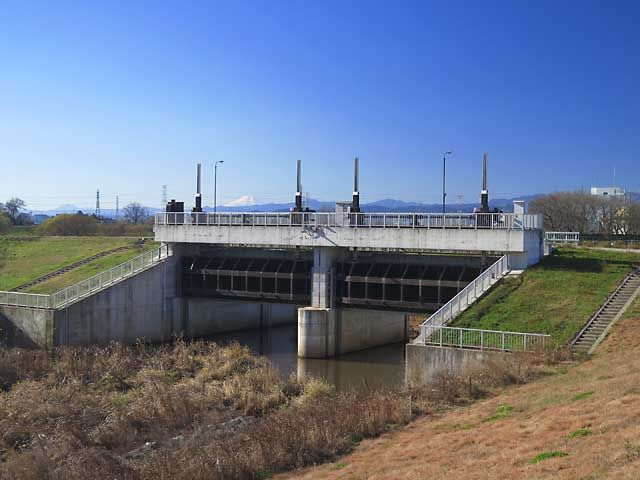
九十九川水門

- 九十九橋（東松山市道80号線） - 旧国道407号
- 坂下橋[16] - 日光脇往還
- 新九十九橋（国道407号）
- 名称不明 - 東松山市宮鼻地内
- 九十九川水門

## 周辺

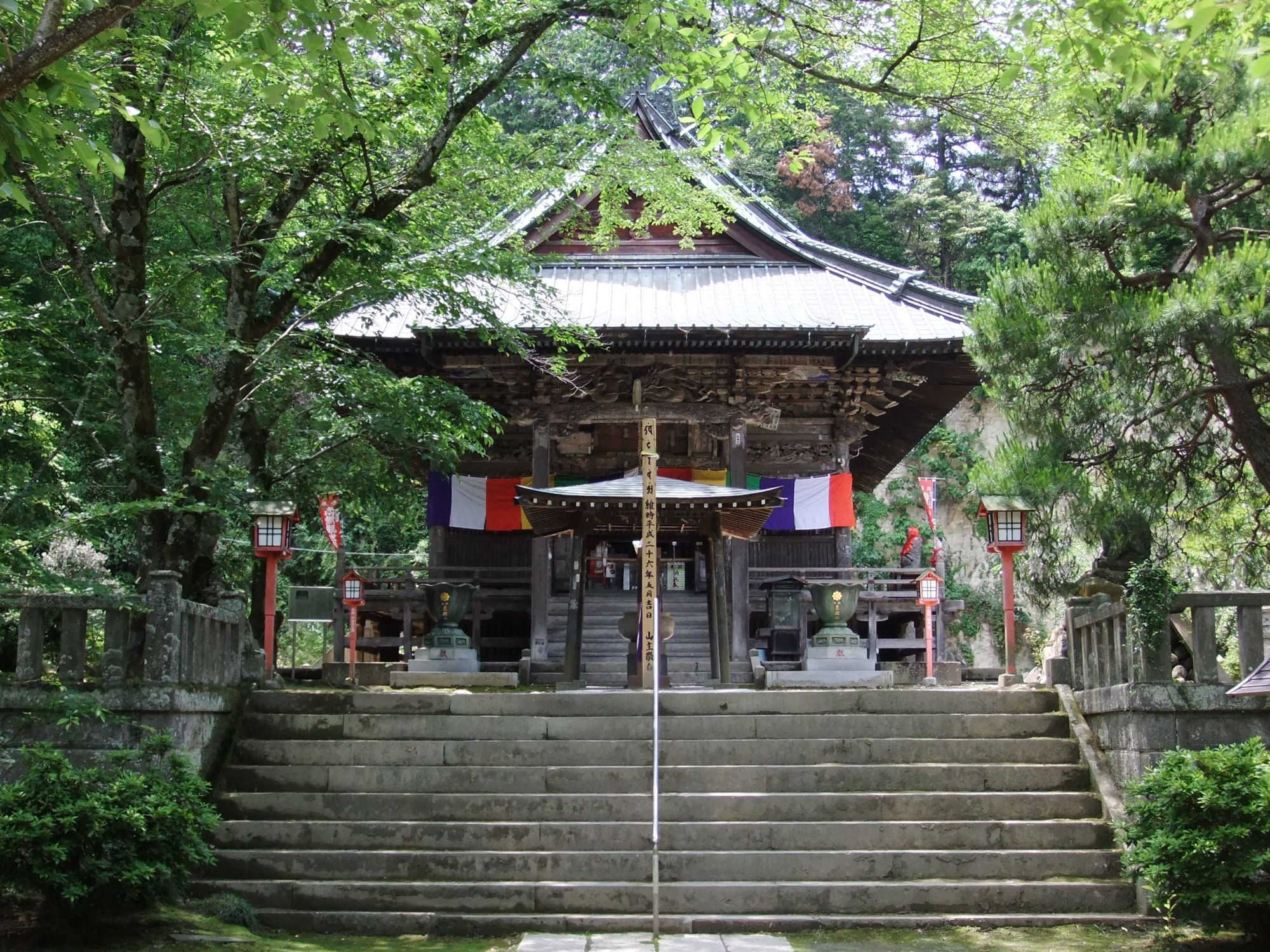
正法寺（岩殿観音）

上流域周辺は県立比企丘陵自然公園でレジャースポットが多い。
- 埼玉県道158号川島こども動物自然公園自転車道線 - 新九十九橋から中里橋までの河岸を並行する[18]。
- 正法寺（岩殿観音）
- 鳴かずの池（弁天沼）
- 足利基氏館跡
- 大東文化大学東松山キャンパス
- 埼玉県こども動物自然公園
  - ビアトリクス・ポター資料館
- 高坂ニュータウン - 都市景観100選選定地区
- 高坂駅 - 関東の駅百選選定駅
- 比企広域消防本部東松山消防署高坂分署
- 東松山市南地区体育館
- 高坂終末処理場